# Brasilomysis inermis
Brasilomysis inermis är en kräftdjursart som först beskrevs av Coifmann 1937.  Brasilomysis inermis ingår i släktet Brasilomysis och familjen Mysidae. Inga underarter finns listade i Catalogue of Life.